# Eupithecia kostjuki
Eupitecia kostjuki es una especie de polilla de la familia Geometridae. La especie se puede encontrar distribuido con endemismo en las montañas Ala-Tau en Kazajistán. El holotipo de la especie fue descrita a nivel de la reserva natural Aksu-Zhabagly. Sus características morfológicas la ubican en el complejo de especies de la Eupithecia undata junto a otras especies de Asia Central.